# Marie-Claude Treilhou
Marie-Claude Treilhou est une réalisatrice et actrice française née le 10 novembre 1948 à Toulouse.

## Biographie
Après une licence de philosophie et d'histoire de l'art, Marie-Claude Treilhou collabore aux revues Cinéma et Art Press de 1974 à 1977. Après avoir été l'assistante en 1978 de Paul Vecchiali sur Corps à cœur, elle se lance dans la réalisation, en 1979, avec Simone Barbès ou la Vertu : la matière de ce film a été nourrie par l'expérience de la réalisatrice qui a travaillé longtemps comme vendeuse, coursière, enquêtrice, caissière, ouvreuse...
Naviguant entre fiction et documentaire, elle obtient le prix Jean-Vigo pour son court-métrage Lourdes, l'hiver. Après L'Âne qui a bu la lune, adaptation de contes méridionaux, elle fait exceptionnellement appel à des comédiens professionnels avec Le Jour des rois, ou la folle équipée de trois vieilles dames incarnées par Danielle Darrieux, Paulette Dubost et Micheline Presle accompagnées de Robert Lamoureux et de Michel Galabru.
La cinéaste fait quelques apparitions dans des films d'amis comme Corps à cœur de Paul Vecchiali et, à l'inverse, réunit Claire Simon, Dominique Cabrera, Alain Guiraudie et André Van In dans Un petit cas de conscience en 2002. Les héros de Marie-Claude Treilhou sont le plus souvent de simples gens traversés par les grands bouleversements de l'Histoire (Il était une fois la télé, Paroisses, paroissiens, paroissiennes) ou bien portés par un travail qui les transforme et dont elle veut communiquer l'enthousiasme, le perfectionnisme et la grâce (En cours de musique, Les Métamorphoses du chœur, Couleurs d'orchestre).
En 2021, elle est l'invitée d'honneur des 37e Rencontres de cinéma de Gindou dans le Lot (21-28 août), une rétrospective de ses films est programmée, en sa présence.

### Enseignement
Marie-Claude Treilhou enseigne aux Ateliers Varan.

### Engagement
Elle est membre du Collectif 50/50 qui a pour but de promouvoir l’égalité femmes/hommes et la diversité sexuelle et de genre dans le cinéma et l’audiovisuel,.

## Filmographie

### Réalisatrice

#### Longs métrages de fiction
- 1980 : Simone Barbès ou la vertu
- 1988 : L'Âne qui a bu la lune
- 1991 : Le Jour des rois
- 2002 : Un petit cas de conscience

#### Courts métrages
- 1982 : Pour suite... (collection Le Changement à plus d'un titre)
- 1982 : Conseils de famille (collection Contes modernes)
- 1983 : Lourdes, l'hiver (collection Archipel des amours)
- 1983 : Une sale histoire de sardines (collection Télévision de chambre[6])
- 1988 : Gaby, artisan charcutier

#### Documentaires
- 1985 : Il était une fois la télé
- 1995 : Paroisses, paroissiens, paroissiennes
- 2000 : En cours de musique
- 2004 : Les Métamorphoses du chœur
- 2007 : Couleurs d'orchestre
- 2015 : Il était une fois la télé, 30 ans après
- 2019 : Comme si, comme ça

### Actrice
- 1977 : La Machine de Paul Vecchiali : Mimine
- 1978 : Les Belles Manières de Jean-Claude Guiguet : une prostituée
- 1978 : Corps à cœur de Paul Vecchiali : Mimine
- 1985 : Rosa la rose, fille publique de Paul Vecchiali
- 2001 : Un petit cas de conscience de Marie-Claude Treilhou : Margot
- 2003 : À vot' bon cœur de Paul Vecchiali : membre de la commission de l'Avance sur recettes
- 2007 : Cap Nord de Sandrine Rinaldi
- 2008 : Une belle croisière de Boris Lehman (court métrage)
- 2008 : Trois dames pour Jean-Claude Guiguet de Jérôme Reybaud (court métrage)
- 2012 : Complet 6 pièces de Pascale Bodet (court métrage) : Bichette
- 2014 : La Fille et le fleuve d'Aurélia Georges : la thérapeute

## Distinctions
- Prix Jean-Vigo 1982 pour Lourdes, l'hiver